# Komańcza

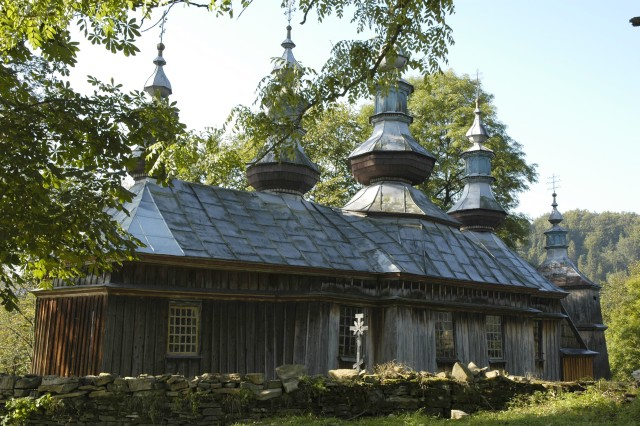
Nhà thờ trước khi bị cháy

Komańcza [kɔˈmaɲt͡ʂa] (tiếng Ukraina: Команча, Komancha) là một ngôi làng thuộc hạt Sanok, thuộc Subcarpathian Voivodeship (tỉnh) của miền đông nam Ba Lan. Nó nằm ở vùng núi Bukowsko Upland, nằm gần thị trấn Medzilaborce và Palota (ở phía đông bắc Slovakia).

## Từ nguyên
Theo một số nguồn tin, tên của nó xuất phát từ tiếng địa phương Slavic Kuman (кумнаи), có nghĩa là "ngôi làng của người Cuman ".

## Lịch sử
Ngôi làng được nhắc đến lần đầu tiên trong các ghi chép lịch sử vào năm 1512 với tên Crziemyenna và năm 1524 với tên Komancza. Năm 1785, vùng đất làng có diện tích 8,93 km2 (3,45 dặm vuông Anh), với dân số là 450 người Công giáo Hy Lạp, 16 người Công giáo La Mã và 15 người Do Thái. Sau Thế chiến I, ngôi làng là địa điểm của Cộng hòa Komancza phù du (tháng 11 năm 1918 - tháng 1 năm 1919). Năm 1936, dân số Công giáo Hy Lạp (Uniates) tăng lên 878. Năm 1945, linh mục giáo xứ Ukraine, Orest Venhrynovych, bị người Ba Lan sát hại, và năm 1946 ngôi làng bị thiêu rụi  khi nhiều công dân địa phương bị trục xuất đến Cộng hòa xã hội chủ nghĩa Xô viết Ukraine. Những người khác đã bị trục xuất khỏi Komancza vào ngày 29 tháng 4 năm 1947 như một phần của Chiến dịch Vistula và chuyển đến khu vực Silesia của Ba Lan.

## Văn hóa và tôn giáo
Nhà thờ làng bằng gỗ, "Sự bảo trợ của Đức Trinh Nữ Maria", được coi là một viên ngọc của kiến trúc Đông Lemko. Nó được xây dựng vào năm 1802, và nằm trong Sổ đăng ký các tòa nhà lịch sử của Ba Lan. Nhà thờ bị chiếm đóng bởi người Uniates (Công giáo Hy Lạp) cho đến năm 1963, khi nó được tiếp quản bởi Chính thống giáo. Các dịch vụ của Uniate (Công giáo Hy Lạp) sau đó đã được tổ chức tại một Nhà nguyện Công giáo La Mã, cho đến khi một nhà thờ tôn giáo mới được xây dựng vào năm 1987. Nhà thờ gỗ cũ đã bị lửa thiêu rụi hoàn toàn vào ngày 13 tháng 9 năm 2006, nhưng tòa tháp vẫn đứng vững. Một số sách phụng vụ, từ năm 1638 đến 1793, cũng bị hư hại nặng nề hoặc bị phá hủy trong vụ hỏa hoạn.
Nhà thờ hiếu thảo được xây dựng tại Czystohorb (3 km hay 1,9 mi) và Dołżyca (4 km hay 2,5 mi). 

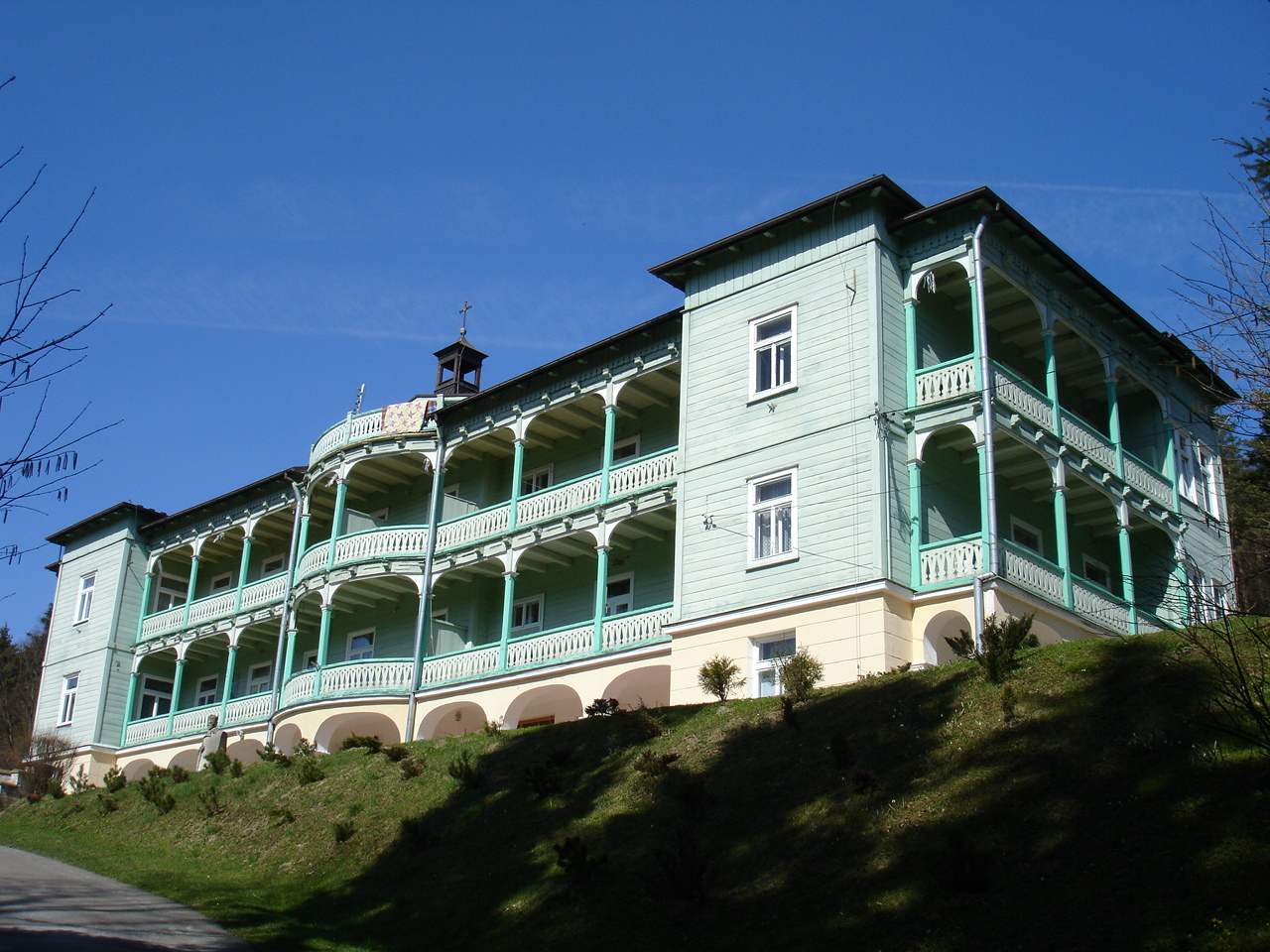
Tu viện của các nữ tu của gia đình thánh Nazareth ở Komańcza

### Đường mòn đi bộ
- Tuyến đi bộ châu Âu E8 
  - Prešov - Miháľov - Kurimka - Dukla - Iwonicz-Zdrój - Rymanów-Zdrój - Pulawy - Tokarnia 778 m hay 2.552 ft) - Kamień (717 m hay 2.352 ft) - Komańcza - Cisna - Ustrzyki Górne - Tarnica - Wołosate.